# Lee Cronbach
Lee Joseph Cronbach, född 22 april 1916, död 1 oktober 2001, var en amerikansk psykolog och psykometriker. Han utvecklade 1951 Cronbachs alfa, ett mått på intern konsistens. I en rapport från 2002 listar det amerikanska psykologförbundet Cronbach som nummer 48 på en lista över de mest citerade psykologerna under 1900-talet.